# 마리에타 세베루
마리에타 세베루(Marieta Severo, 1946년 11월 2일 ~ )는 브라질의 배우이다.

## 출연 작품
- 콰이어트네스 (2018)
- 킹카스의 두 번째 삶 (2010)
- 어린 창녀의 노래 (2009)
- 의형제(영어판) (2004)
- 영혼의 창 (2001)
- 캐누도스 전투 (1997)
- 동업자 (1989)
- Com Licenca, Eu Vou a Luta (1986)